# بين بارنز
بين بارنز (بالإنجليزية: Ben Barnes)‏ هو سياسي أمريكي، ولد في 17 أبريل 1938 في غورمان في الولايات المتحدة. حزبياً، نشط في الحزب الديمقراطي. وقد انتخب عضو مجلس نواب تكساس وانتخب Speaker of the Texas House of Representatives ‏ وانتخب نائب حاكم تكساس ‏.